# Chelsea Gray
Chelsea Gray  (Hayward, California, 8 de octubre de 1992) es una jugadora de baloncesto estadounidense.

## Vida personal
Ella es abiertamente lesbiana. Se casó el 2 de noviembre de 2019 con la exjugadora de baloncesto, Tipesa Moorer.